# Especificaciones técnicas
Las especificaciones técnicas son los documentos en los cuales se definen las normas, exigencias y procedimientos a ser empleados y aplicados en todos los trabajos de construcción de obras, elaboración de estudios, fabricación de equipos.

## Especificaciones técnicas
En el caso de la realización de estudios o construcción de obras, éstas forman parte integral del proyecto y complementan lo indicado en los planos respectivos y en el contrato. Son muy importantes para definir la calidad de los trabajos en general y de los acabados en particular.
Las Especificaciones Técnicas pueden dividirse en Generales y Específicas.

### Especificaciones Técnicas Generales
Las Especificaciones Técnicas Generales definen los grandes rubros de la obra, detallando la forma como se ha previsto su ejecución.
Los grandes temas tratados en las Especificaciones Técnicas Generales son:
- Trabajos preliminares, como por ejemplo: Implementación del campamento de obras, Señalización de la obra; Limpieza y desbroce del área de trabajo; Replanteo de las estructuras; etc.
- Movimientos de tierra, como: Excavaciones, mecánicas o manuales; Rellenos con o sin compactación, con materiales seleccionados o no; Perfilado de taludes, etc.
- Hormigones, ya sea armado o no, aquí se define, para cada caso, la calidad de los agregados finos, medianos y gruesos; El tipo de cemento que se requiere usar, algunas veces se especifica también su origen; La calidad del agua a ser usada, y los tratamientos que se le deberán dar a los diversos tipos de hormigón. Se definen los tipos de encofrado a ser utilizados, las tolerancias aceptables en cuanto a la localización de la estructura y a sus medidas. Se define el tipo y calidad del acero para las armaduras.
- Normativas de seguridad industrial.
- Normas de protección ambiental.
- Tuberías y dispositivos hidráulicos.

Y muchos otros ítems en función de la obra de que se trate.
En general las Especificaciones Técnicas hacen referencia a:
- Especificaciones nacionales oficiales de cada país;
- Manual de Normas ASTM (American Society for Testing and Materials)
- Manual de Normas ACI (American Concrete Institute); y,

Dependiendo del tipo de obra hacen referencia también a:
- Manual de Normas AASHTO (American Association of State Highway and Transportation Officials)
- Manual de Normas AISC (American Institute of Steel Construction)
- Standard Specifications for Construction of Roads and Bridges on Federal Highway Projects del Departamento de Transportes de los E.U.A.
- Manuales y normas propias de cada país en particular (IRAM; DOCS, NCH, etc).

### Especificaciones Técnicas Específicas
Generalmente las Especificaciones Técnicas particulares completan y detallan las Especificaciones Técnicas Generales y cubren, como mínimo, los siguientes ítems:
- Definición. Donde se describe en forma concisa a que ítem de la obra o estructura se refiere. Por ejemplo: Provisión de grava para la colocación de una base de filtración o percolación en la cámara de secado de lodos.
- Materiales y herramientas, utilizados para ejecutar la tarea específica. Por ejemplo: La grava deberá ser absolutamente limpia y de grano duro y sólido, sin impurezas, sin disgregaciones, ni rajaduras.
- Procedimiento de ejecución, donde se describe la forma en que debe ejecutarse este rubro de la obra.
- Medición, donde se describe con precisión como se efectuara la medición de este rubro, una vez ejecutado para proceder al pago correspondiente. Por ejemplo: Este ítem será medido por metro cúbico de grava colocada efectivamente.
- Forma de pago, donde se detalla como será pagado y que se comprende exactamente en dicho pago. Por ejemplo: Será cancelado terminado y a satisfacción del Supervisor de obra. Los precios serán los establecidos en el contrato que representan una compensación total por concepto de mano de obra, materiales, herramientas, equipo e imprevistos.